# Habillage (typographie)
Pour les articles homonymes, voir Habillage.
En typographie, l'habillage consiste à placer le texte composé autour d'une image : on dit qu'un texte « habille » une illustration quand, au lieu d'être composé sur la largeur de la colonne ordinaire, il épouse le contour — régulier ou irrégulier — d'une image (photographie, gravure) ou d'un élément graphique (schéma).

Exemples
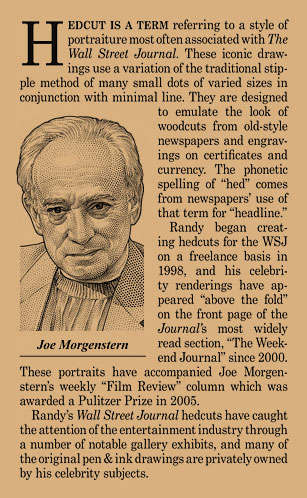
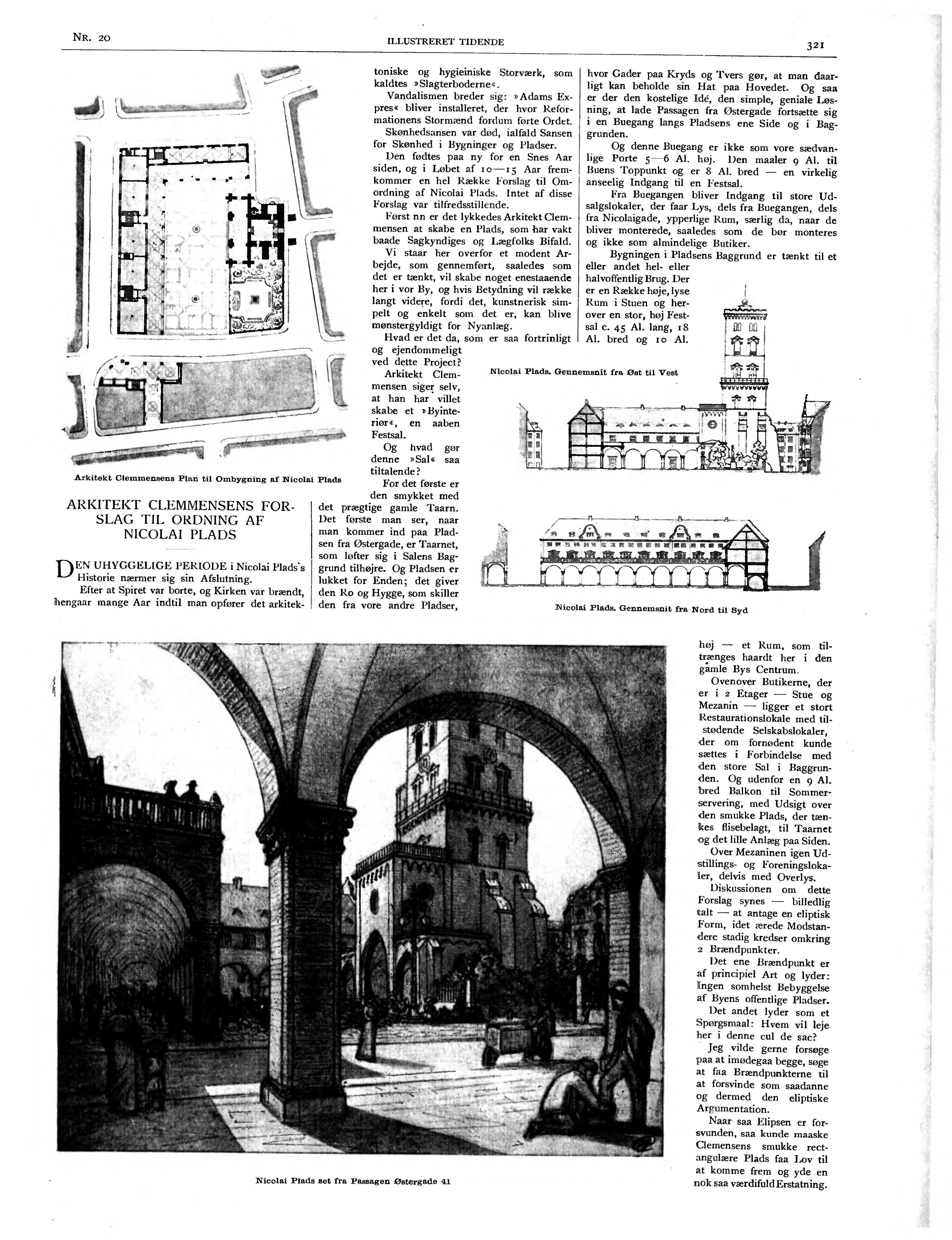
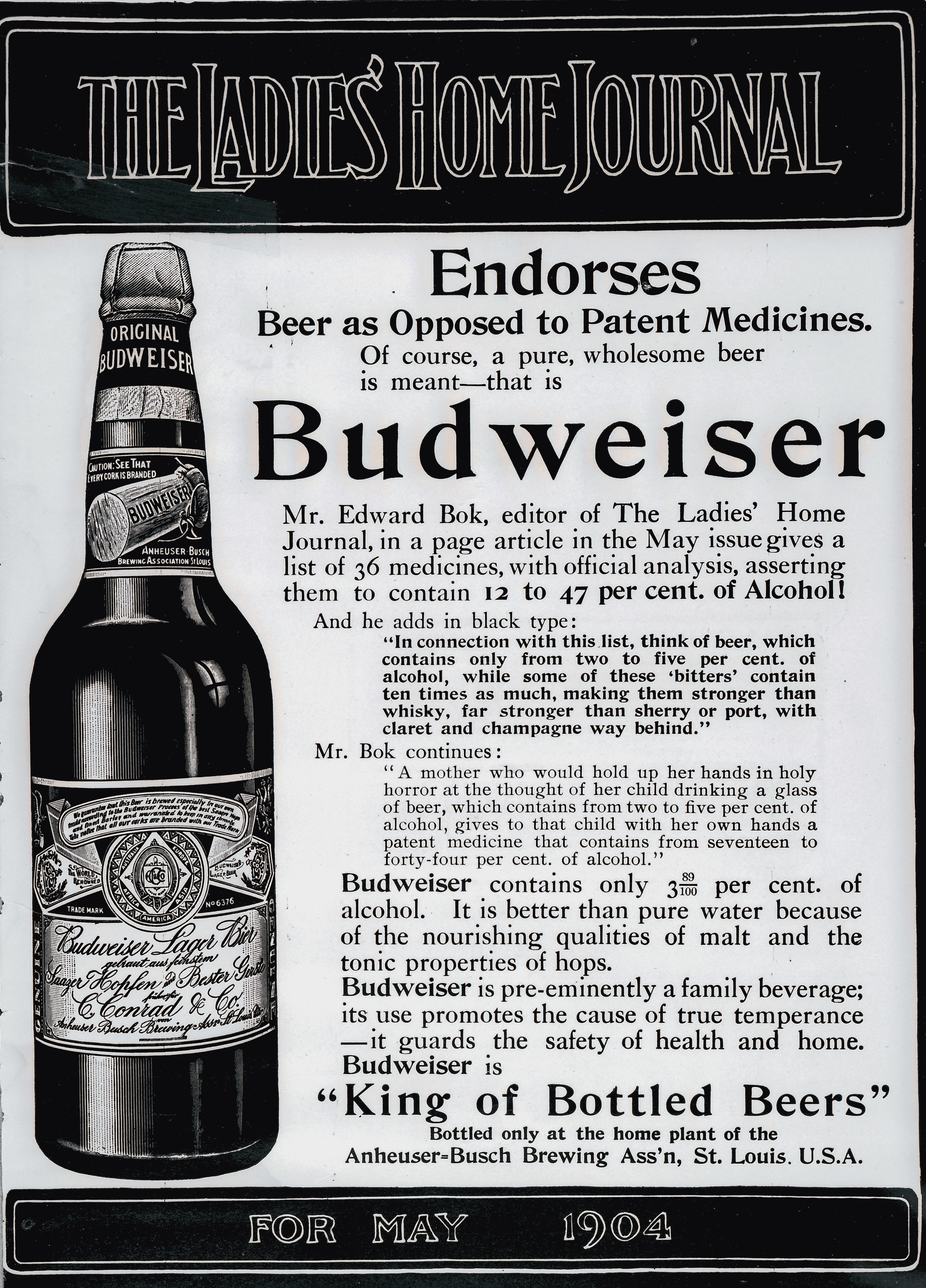